# Amanda Acedo
Amanda Acedo Suberviola (Torres del Río, Navarra, 13 de diciembre de 1959) es una política española perteneciente al PSN-PSOE. 

## Biografía
Licenciada en Derecho por la Universidad de Navarra en 1982, ha desarrollado su experiencia profesional en la Administración Pública, como Secretaria General, funcionaria, del Ayuntamiento de Tafalla (Navarra) desde septiembre de 1983 hasta la actualidad y como Secretaria General de la Mancomunidad de Mairaga, dedicada a la gestión del ciclo integral del agua y los residuos sólidos urbanos, en los años 1985-1987 y 1992-2003.

## Trayectoria política
Afiliada al PSN-PSOE en 2007, como Independiente en las listas de este partido ya había sido elegida miembro del Parlamento Foral de Navarra en la VI Legislatura (2003-2007), renovando su acta de Parlamentaria en la VII Legislatura (2007-2011). Anteriormente había sido elegida miembro del Consejo Audiovisual de Navarra (2002-2003) y del Consejo Asesor de Radio Televisión Española en Navarra (2005-2007).
Entre 2003 y 2007, fue independiente en las filas socialistas, aunque su participación fue activa ya en el proceso interno del VIII Congreso del PSN (2004) cuando apoyó la candidatura de Carlos Chivite frente al entonces Secretario General, Juan José Lizarbe y, más tarde (2007), siendo persona de confianza del entonces candidato a la Presidencia del Gobierno de Navarra, Fernando Puras.
Tras su afiliación al PSN-PSOE a finales de 2007, el 21 de mayo de 2008 se presentó como candidata a la Secretaría General del PSN-PSOE en el IX Congreso, que se celebró en Burlada los días 28 y 29 de junio. Su lema para este proceso era Ideas que cumplir, personas que cumplen. Su candidatura fue apoyada por personalidades del seno del PSN-PSOE hasta entonces en posturas encontradas como Fernando Puras, Guillermo Herrero, el exsecretario General de UGT Juan Antonio Cabrero, José Luis Úriz o Lourdes Montero, frente al apoyo a la candidatura oficial de Roberto Jiménez por militantes anteriormente críticos con Carlos Chivite, como Juan José Lizarbe o Asun Apesteguia.
Tras diversos problemas para presentar los avales, consiguió reunirlos la misma mañana de la elección, resultando finalmente derrotada al obtener 64 votos favorables frente a los 158 votos obtenidos por Roberto Jiménez Alli.
El 26 de septiembre de ese mismo año resultó elegida Secretaria General de la Agrupación Socialista de Tafalla por 24 votos frente a los 19 de su oponente.
Tras la derrota en las primarias de 2008, algunos medios calificaron de «exilio» los siguientes años de la trayectoria de Acedo, que quedó relegada casi exclusivamente al ámbito municipal.
Volvió a presentarse a las primarias del PSN-PSOE en 2014 enfrentándose a María Chivite. Logró reunir 327 avales para optar a ser la futura candidata del PSN a la presidencia de Navarra en las primarias del PSN que se celebrarían el 19 de octubre de 2014. Las elecciones se saldaron con 1.771 votos para Acedo frente a los 2.506 que amasó Chivite, por lo que fue ella la candidata a las elecciones forales de 2015.
Durante la crisis del PSOE de 2016, fue miembro del Comité Federal del PSOE por Navarra, estando en la facción «susanista».